# ASN Pfeil Phönix
Der Allgemeine Sportverein Nürnberg Pfeil Phönix ist ein Sportverein aus Nürnberg. Neben Fußball gehören auch Kegeln, Radsport und Tennis zum Angebot.
Die Fußballer des Vorgängervereins ASV Nürnberg spielten von 1933 bis 1937 und von 1938 bis 1945 in der erstklassigen Gauliga Bayern, in letzteren Jahren dabei als WKG BSG Neumayer und VfL Nürnberg. Vorgängerverein FC Pfeil-Viktoria war Teil einer Spielgemeinschaft in der vorzeitig abgebrochenen Gauligasaison 1944/45.

## Geschichte
Der ASN Pfeil fusionierte 2005 mit dem Sportbund Phönix und spielt seit der Saison 2005/2006 als ASN Pfeil Phönix. In der Saison 2005/2006, in der das hundertjährige Bestehen des Vereins gefeiert wurde, gelang der 1. Mannschaft der Aufstieg aus der A-Klasse in die Kreisklasse, in der man sich 2006/2007 im Mittelfeld platzierte. In der darauffolgenden Saison 2007/2008 gelang dann souverän der zweite Aufstieg innerhalb kurzer Zeit.
Der ASN Pfeil Nürnberg wiederum war am 21. September 1946 durch eine Fusion der Vereine FC Pfeil-Viktoria Nürnberg und VfL Nürnberg (ehemals ASN Nürnberg) entstanden. Die Fußballabteilung spielte bis 1952 (mit Ausnahme der Spielzeit 1948/49) in der zunächst zweitklassigen und ab 1950 drittklassigen Amateurliga Bayern bzw. Nordbayern.
Seitdem spielt der Verein aus dem Nürnberger Stadtteil Ziegelstein keinen höherklassigen Fußball mehr und kann damit nicht an die erfolgreiche Zeit seiner Vorgängervereine anknüpfen.

## Vorgängervereine

### ASN Nürnberg

#### Beitritt FV Nürnberg zum ASN
Die Wurzeln der Fußballabteilung des ASN liegen im 1902 gegründeten FC Vorwärts Nürnberg, der 1911 den 1. FC Viktoria 1909 Nürnberg in seine Reihen integrierte. Am 5. Juni 1911 spaltete sich der FC Sportfreunde Nürnberg vom FC Vorwärts ab. Nach einer Fusion im April 1920 mit dem Ballspielclub Sandreuth Nürnberg erfolgte noch im selben Jahr der Anschluss der Sportfreunde an den TV 1873 Steinbühl-Gibitzenhof. Bald darauf machte sich die Fußballabteilung jedoch wieder als Nürnberger FV eigenständig und konnte 1922 in der erstklassigen Kreisliga Nordbayern (Abteilung 1) hinter dem 1. FC Nürnberg den zweiten Platz erreichen. Auch in den Folgejahren konnte der FV sich in der Kreis- und Bezirksliga behaupten, ehe er am 1. Juli 1925 dem ein Jahr zuvor gegründeten Allgemeinen Sportverein Nürnberg beitrat.

#### Gründung des ASN Nürnberg und Gauligaqualifikation
Der Allgemeine Sportverein Nürnberg, kurz ASN, genannt die Assen, gehörte in der Bezirks- und Gauliga Bayern, wie zuvor der Nürnberger FV, durchgängig zur Konkurrenz der dominierenden Vereine 1. FC Nürnberg, SpVgg Fürth oder FC Bayern München.
Am 13. Juni 1924 hatte der Tuchkaufmann Carl Maximilian Stark den Verein gegründet. Sein Plan war es, einen professionellen Fußballverein nach Vorbild der Vereine in Wien, Prag und Budapest zu etablieren. Der 1. FC Nürnberg lehnte dieses Ansinnen jedoch ab, weshalb Stark einen eigenen Verein schuf. Der DFB aber war gegen professionelle Vereine, im Februar 1925 wurden sogar Spiele gegen Berufsspielermannschaften verboten.
Durch den Beitritt des Nürnberger FV am 1. Juli 1925 gelang Stark zumindest die Gründung eines zweiten Großvereins in Nürnberg neben dem Club. Der ASN etablierte sich insbesondere dank einer besonders guten Jugendarbeit. Von 1925 bis 1927 wurde die Jugend dreimal hintereinander süddeutscher Meister. Rechtsaußen Karl Scherm, Mittelfeldspieler Hans Geiger und Torwart Ludwig Wenz wurden sogar DFB-Nationalspieler.
1927 ging der Allgemeine Sportverein in Konkurs, gründete sich jedoch bereits am 1. Februar 1928 als Allgemeiner Sportverein 1928 Nürnberg neu. 1930 gelang mit einem dritten Platz in der Bezirksliga Nordbayern sogar die Qualifikation für die „Trostrunde“ (Qualifikation der Zweiten und Dritten für die Endrundenspiele um die Süddeutsche Fußballmeisterschaft). Von 1925 bis 1937 waren die Fußballer des Vereins durchgehend erstklassig, darunter ab 1933 als Mitglied der Gauliga Bayern.

##### Wettkampfgemeinschaft der BSG Neumeyer
Nach dem Abstieg schaffte man als im April 1937 formierte Wettkampfgemeinschaft Betriebssportgruppe (WKG BSG)Neumeyer Nürnberg den direkten Wiederaufstieg und gehörte der Gauliga Bayern erneut bis zur Ligareform 1942 an. 1939 führte der Verein sogar zeitweilig die Tabelle der Gauliga an und war am Ende als Vierter sogar vor dem 1. FC Nürnberg und der SpVgg Fürth platziert. Die Spielzeiten 1938/39 und 1939/40 gehörten mit den beiden vierten Plätzen in der Endabrechnung der Gauliga zu den erfolgreichsten Spielzeiten des Vereins. Auch im Tschammerpokal war man 1939 erfolgreich und drang bis in die 4. Hauptrunde vor. Zuvor hatte der Verein unter anderem den Dresdner SC mit 2:1 besiegen können.

##### Verein für Leibesübungen Nürnberg
1942 benannte sich die WKG BSG Neumeyer um in Verein für Leibesübungen Nürnberg, der damit in direkter Nachfolge des ASN Nürnberg steht. Der VfL spielte in der kriegsbedingt geteilten Gauliga Bayern in der Gruppe Nordbayern weiter und konnte in dieser 1944 sogar Dritter werden. Der heutige VfL Nürnberg ging 1962 aus einer Fusion hervor und hat mit dem hiesigen Verein nichts zu tun.
Der Ballspielclub Sandreuth Nürnberg wiederum ist ebenfalls ein Fusionsverein, der 1911 aus dem FC 07 Sandreuth und dem Ballspielclub Nürnberg gebildet wurde. Letzterer war erst 1909 durch die Vereinigung des FC Wacker und des FC Bayern Nürnberg gebildet worden. Der FC Wacker hatte sich am 22. August 1906 nach der Abspaltung vom TV 1846 Nürnberg zunächst unter dem Namen SpVgg Nürnberg gegründet.

### FC Pfeil-Viktoria Nürnberg
Im März 1905 gründete sich der FC Normannia Nürnberg, der sich bereits im gleichen Sommer in FC Pfeil Nürnberg umbenannte. 1911 erfolgte der Anschluss an den TV 1863 Tafelhof und die Umbenennung in Fußballklub Pfeil im Turnverein 1863 Tafelhof Zum damaligen Zeitpunkt gehörte der Verein seit 1910 der erstklassigen Ostkreisliga an. Im letzten Jahr des Spielbetriebs 1914 erreichte man einen hervorragenden dritten Platz, punktgleich mit dem Tabellenzweiten 1. FC Nürnberg und hinter der SpVgg Fürth. Nach dem Ersten Weltkrieg konnte der Verein nur kurz in die Erstklassigkeit zurückkehren, bis er 1922 aus der Kreisliga abstieg. Fortan erlebte der FC Pfeil eine ähnlich wechselvolle Geschichte der Fusionen, Aufspaltungen und Anschlüsse wie der ASN Nürnberg. So firmierte man 1918 als FC Pfeil/SC Sandow Nürnberg, ab 1928 als SV Pfeil Schweinau. 1938 erfolgte schließlich die Fusion mit dem SC Viktoria Nürnberg zum FC Pfeil-Viktoria Nürnberg. Während des Zweiten Weltkriegs bildete Pfeil-Viktoria eine Kriegsspielgemeinschaft mit Wacker Nürnberg, die in der vorzeitig abgebrochenen Saison 1944/45 in der Gauliga spielte.

## Bekannte Spieler

### ASN Nürnberg
- Hans Geiger (1905–1991), zwischen 1926 und 1929 6-facher A-Nationalspieler (2 für ASN Nürnberg, 4 für 1. FC Nürnberg)
- Karl Scherm (1904–1977), absolvierte 1926 zwei Länderspiele für Deutschland
- Willi Sindel, war in der deutschen Nationalmannschaft zweiter Torhüter hinter Heiner Stuhlfauth, kam jedoch zu keinem Einsatz
- Ludwig Wenz (1906–1968), ein Länderspiel für Deutschland im Jahr 1930

### FC Pfeil
- Georg Hochgesang (1897–1988), wechselte mit 23 Jahren vom FC Pfeil zum 1. FC Nürnberg, mit dem er mehrmals deutscher Meister wurde
- Luitpold Popp (1893–1968), wechselte vom FC Pfeil zum 1. FC Nürnberg, mit dem er mehrmals deutscher Meister wurde
- Carl Riegel (1897–1970), wechselte vom FC Pfeil zum 1. FC Nürnberg
- Heinrich Träg (1893–1976), wechselte vom FC Pfeil zum 1. FC Nürnberg
- Heinrich Stuhlfauth (1896–1966), wechselte vom FC Pfeil zum 1. FC Nürnberg

## Stadion

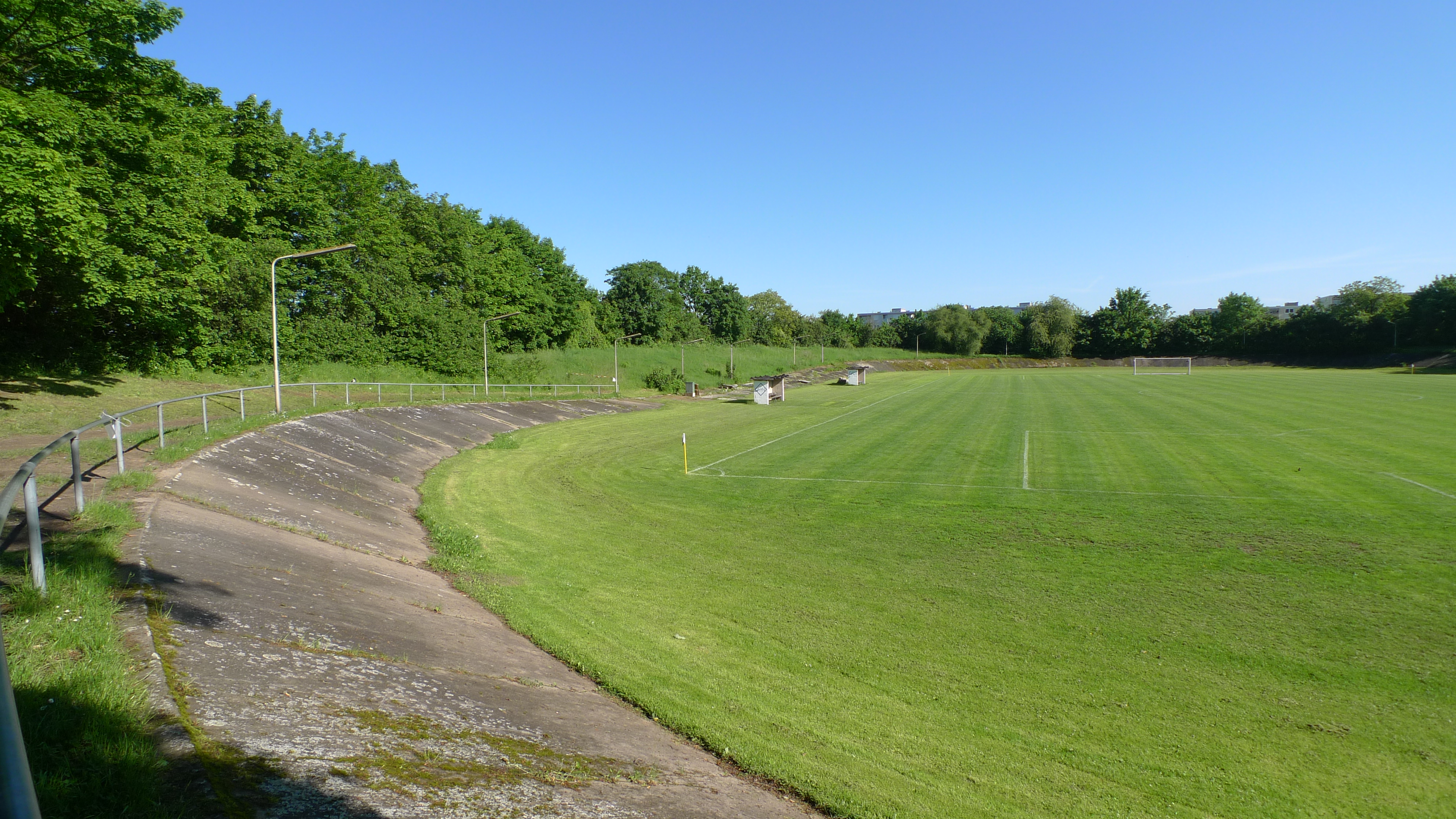
ASN-Rennbahn

Die diversen Vorgängervereine spielten von 1920 bis 1923 zunächst auf der Werderau, dann von 1923 bis 1933 auf dem Fußballplatz Bayreuther-/Ziegelsteinstraße. 1933 nahm man den Spielbetrieb im Stadion Herrnhüttestraße auf, das 1941 immerhin 12.000 Zuschauern Platz bot.
Ab 1945 wurde dann die 1925 erbaute ASN-Radrennbahn in Ziegelstein Heimstatt. Diese bietet heute 4.000 Zuschauern Platz. Die 1949 errichtete Betonrennbahn war bis Ende der 60er Jahre Schauplatz zahlreicher bedeutender Bahnradwettbewerbe.
Der Zuschauerrekord in der Radrennbahn datiert aus dem Jahr 1928, als der Vornutzer ASV Nürnberg die SpVgg Fürth vor 15.000 Zuschauern empfing und 1:4 verlor. Gegen den Fürther Nachbarn fand auch am 2. August 1925 die Eröffnung stand. Der ASV Nürnberg unterlag auch hier, diesmal mit 2:3.

## Erfolge
- 3. Platz in der Gauliga Nordbayern (1. Liga): 1944 (als VfL Nürnberg)
- 4. Platz in der Gauliga Bayern (1. Liga): 1939, 1940 (als Neumeyer Nürnberg)
- Qualifikation zur Gauliga Bayern (1. Liga): 1933 (als ASV Nürnberg)
- Aufstieg in die Gauliga Bayern (1. Liga): 1938 (als Neumeyer Nürnberg)
- Pokal-Viertelfinalist: 1939 (als Neumeyer Nürnberg)

## American Football
1986 schlossen sich die American-Football-Spieler des TSV 1846 Nürnberg, die als Nürnberg Rams spielten, dem ASN an und benannten sich fortan Noris Rams. Als solche gewannen sie die Süddeutsche Meisterschaft 1987, 1989, 1991 und 1996. Nach einer Krise lösten sich die Rams 1998 auf. 2007 erfolgte eine Neugründung außerhalb des ASN, wieder unter dem alten Namen Nürnberg Rams.